# Ballymore Eustace
Ballymore Eustace, irisch An Baile Mór (deutsch: die große Stadt), ist eine Landstadt (Town) in der Republik Irland im County Kildare. Bei der Volkszählung 2022 hatte sie 689 Einwohner.

## Lage
Ballymore Eustace liegt sieben Kilometer südsüdöstlich von Naas und etwa 22 Kilometer südwestlich vom Stadtzentrum von Dublin nahe der Grenze zum County Wicklow am Liffey. In der Ortschaft kreuzen sich die R411 und die R413. Südlich von Ballymore Eustace befindet sich das Wasserkraftwerk von Golden Falls mit einer Jahresleistung von ca. 9 GWh.

## Geschichte
Beim Bau des Golden-Falls-Wasserkraftwerks wurde der bronzezeitliche Hort von Bishopsland gefunden.
Der Name der Ortschaft war in der Zeit der normannischen Eroberung Irlands Críoch Ua Cormaic. Eine Kirche wird 1192 erwähnt, jedoch gibt es Reste, die auf eine frühere vornormannische Kirche hindeuten.
Später wurde der Ort wegen des Herrensitzes der Familie FitzEustace Baile Mór na nIústasach (die große Stadt der Eustace-Familie) genannt. Ab 1244 hatte der Ort Marktrechte. Der Erzbischof von Dublin setzte Thomas Fitzoliver FitzEustace 1373 als Kastellan ein. Seine Abkömmlinge blieben in dieser Funktion und waren Namensgeber für die Stadt. Im Spätmittelalter genoss sie ihre Bedeutung durch ihre Grenzsituation am Rande des Pale.
Im 15./16. Jahrhundert wurde Barretstown Castle anstelle einer normannischen Burganlage errichtet.
Am 24. Mai 1798 kam es hier zum Gefecht von Ballymore-Eustace im Rahmen der irischen Rebellion von 1798. Hier konnten die britischen Truppen die United Irishmen zurückdrängen.  Zahlreiche Gebäude der Stadt – auch die protestantische Kirche – wurden zerstört.
Sehr lange wurde hier Baumwolle verarbeitet. Die Reste der sog. cotton mill sind noch heute zu sehen.

## Trivia
1959 wurde hier der Film Ein Händedruck des Teufels (englischer Originaltitel: Shake Hands with the Devil) gedreht.

## Sehenswürdigkeiten

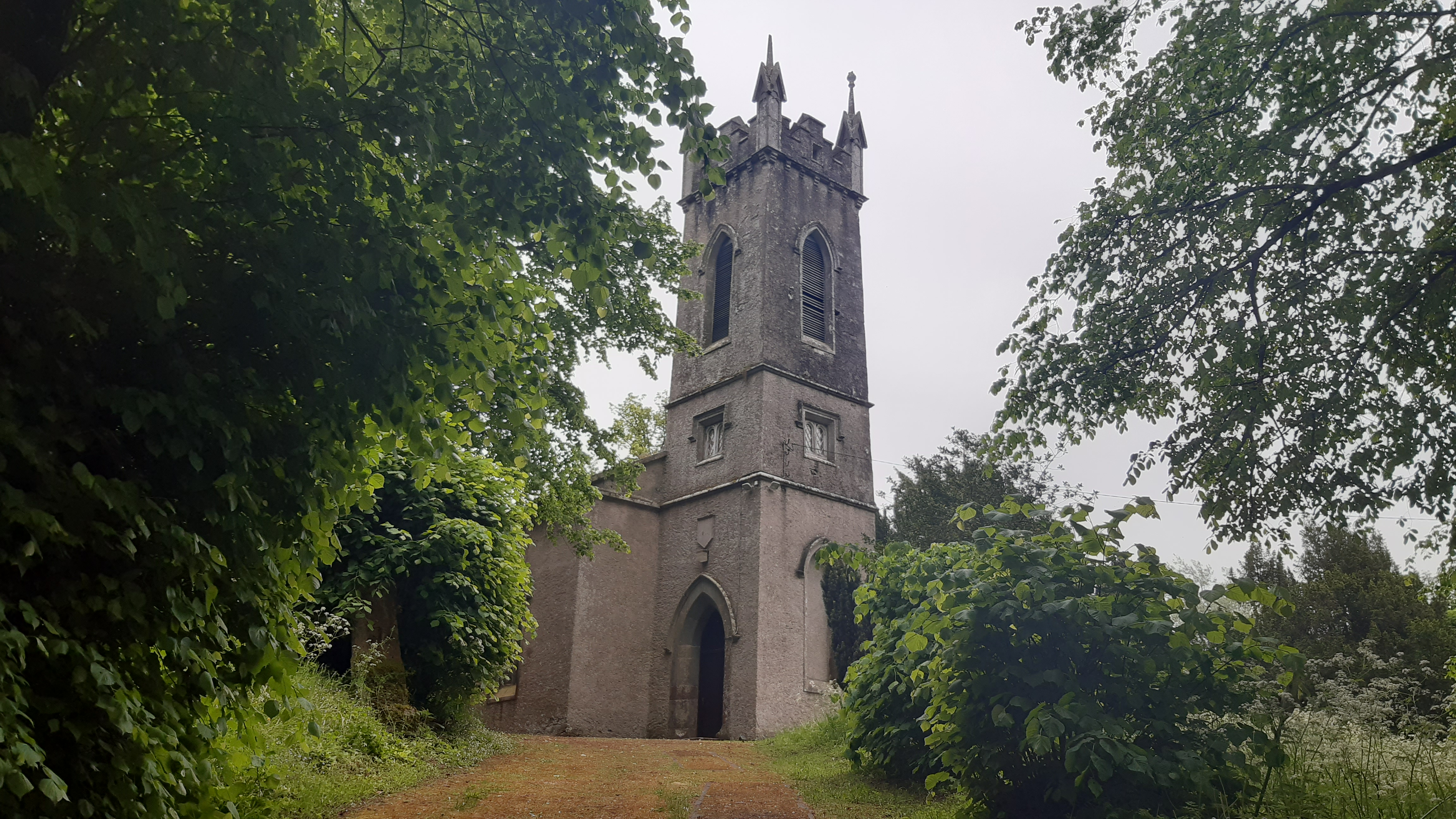
Anglikanische St. John’s Church, um 1800 errichtet
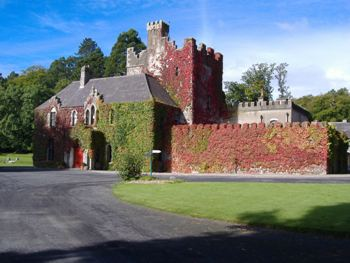
Barretstown Castle
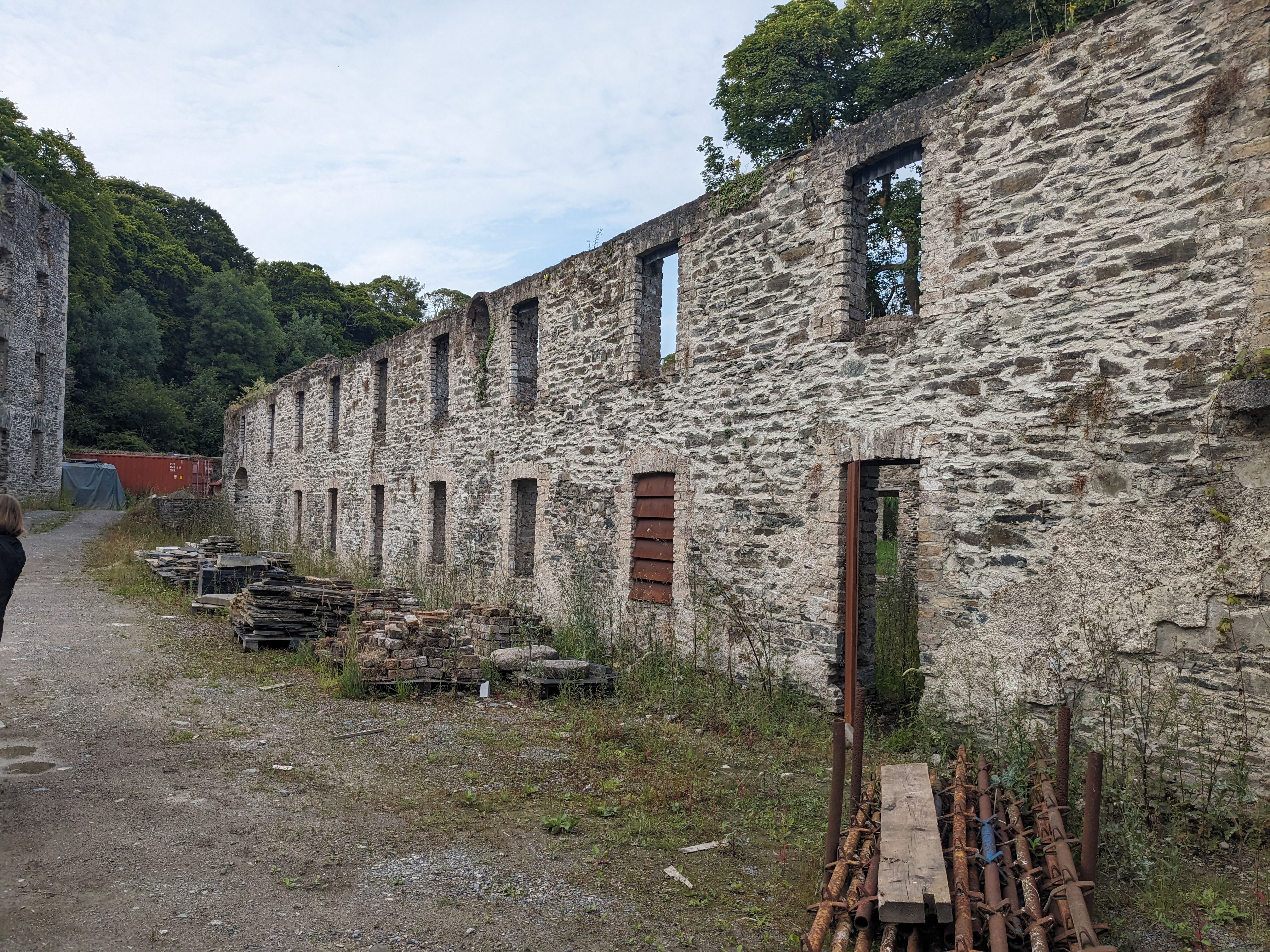
Ruine der Cotton Mill
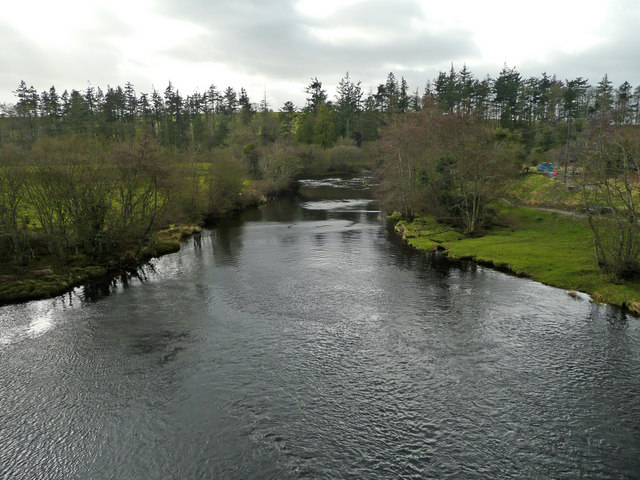
Fluss Liffey